# Erdős Virág
Erdős Virág (Budapest, 1968. február 27. –) József Attila-díjas magyar költő, író, drámaíró.

## Pályakép
Édesapja néhai Erdős István Kossuth- és Jászai Mari-díjas bábszínész, édesanyja Kalmár Éva bábművész. 
Az ELTE Bölcsészettudományi Karának magyar szakán szerzett diplomát. Írói pályája Lengyel Péter „Írói műhely” című legendás egyetemi szemináriumán indult.
1993-ban született első könyvében Korniss Péter fotóművész Budapest-témájú fotóihoz írt vegyes műfajú kísérőszövegeket (Udvarok). Ezt követően főként kispróza-kötetei jelentek meg (Belső udvar, Lenni jó, Másmilyen mesék, Eurüdiké), majd színpadi szövegeket írt (A merénylet, Bliblia, Mara halála, Madarak, Madame Poe, Kalocsa, Pimpáré és Vakvarjúcska). Színpadi műveit többek között a Móricz Zsigmond Színházban, a Bartók Kamaraszínházban és a Vígszínház Házi Színpadán mutatták be. A merénylet című drámájából és a Pimpáré és Vakvarjúcska című mesejátékából hangjáték készült a Magyar Rádióban. Négy drámája kötetben is megjelent (A merénylet). 2011-ben látott napvilágot A Trabantfejű Nő című verseskötete. 
A 2013-as ezt is el című kötete – melynek verseit általában a „közéleti költészet” tárgykörébe szokás sorolni – öt kiadást ért meg, benne olyan versekkel, mint a Na most akkor, a Van egy ország vagy az Én vétkem.
Saját maga által felolvasott verseivel többször szerepelt a 2010-es évek ellenzéki tüntetéseinek színpadán.
A legkülönfélébb társművészeti ágakkal szövetkezve megkísérli költészetét kimozdítani az írásbeliség hagyományos keretei közül. Írás mellett fotózással is foglalkozik. 2016-ban megjelent világító testek – 100 kis budapest című kötetében a versek mellett minimalista város-fotói is helyet kaptak. 2018-ban saját fotói felhasználásával instavers-kötetet jelentetett meg ötven plusz címmel. Gyűjteményes verseskötete 2017-ben jelent meg (Hátrahagyott versek).
Felnőtteknek szóló szövegek mellett gyerekverseket is ír. Négyeshatos című, kézírásos gyerekverskötetét saját rajzai, Szorzótábla-versikék 100 számra című könyvét saját fotói felhasználásával maga tervezte. Pimpáré és Vakvarjúcska című verses mesejátékából mesekönyv készült Filó Vera illusztrációival.
2011-től egészen 2014-ben történő kilépéséig a Rájátszás produkció tagja, szerzője és fellépője volt. Több népszerű Rájátszás-dal szövegírója (Ezt is elviszem magammal, Van egy ország, Pápá, Nincs mese, Milyen kár, A Trabantfejű nő utolsó dala, stb.)
2014-ben Kollár-Klemencz László az általa megzenésített Erdős Virág-versekből önálló lemezt jelentetett meg Legesleges címmel.
Verseiből számos további versmegzenésítés készült (Szalóki Ági, Presser Gábor, stb.), de jónéhány verséhez a költő maga írt dallamot. A 2015-ben megjelent Énekelt versek című lemezen tíz Erdős Virág-dal hallható Kirschner Péter megzenésítésében, Erdős Virág előadásában.
Verseit, drámáit és kisprózáit több nyelvre lefordították, 2016-ban válogatáskötete jelent meg szlovákul Eva Andrejčáková és Vlado Janček fordításában.
2018 októberében „Egy mondat” címmel tüntetést szervezett A Város Mindenkié csoport közreműködésével, amelyen közel száz kortárs magyar író fejezte ki tiltakozását a hajléktalanságban élő emberek üldözése és a hajléktalanság alaptörvényi szintre emelt szankcionálása ellen.
Pályája kezdete óta tagja volt a JAK-nak és a Szépírók Társaságának. Utóbbi szervezetből 2016-ban, a kultúratámogatás rendszerének politikai szempontok szerint történő átalakítása elleni tiltakozása jeléül kilépett.

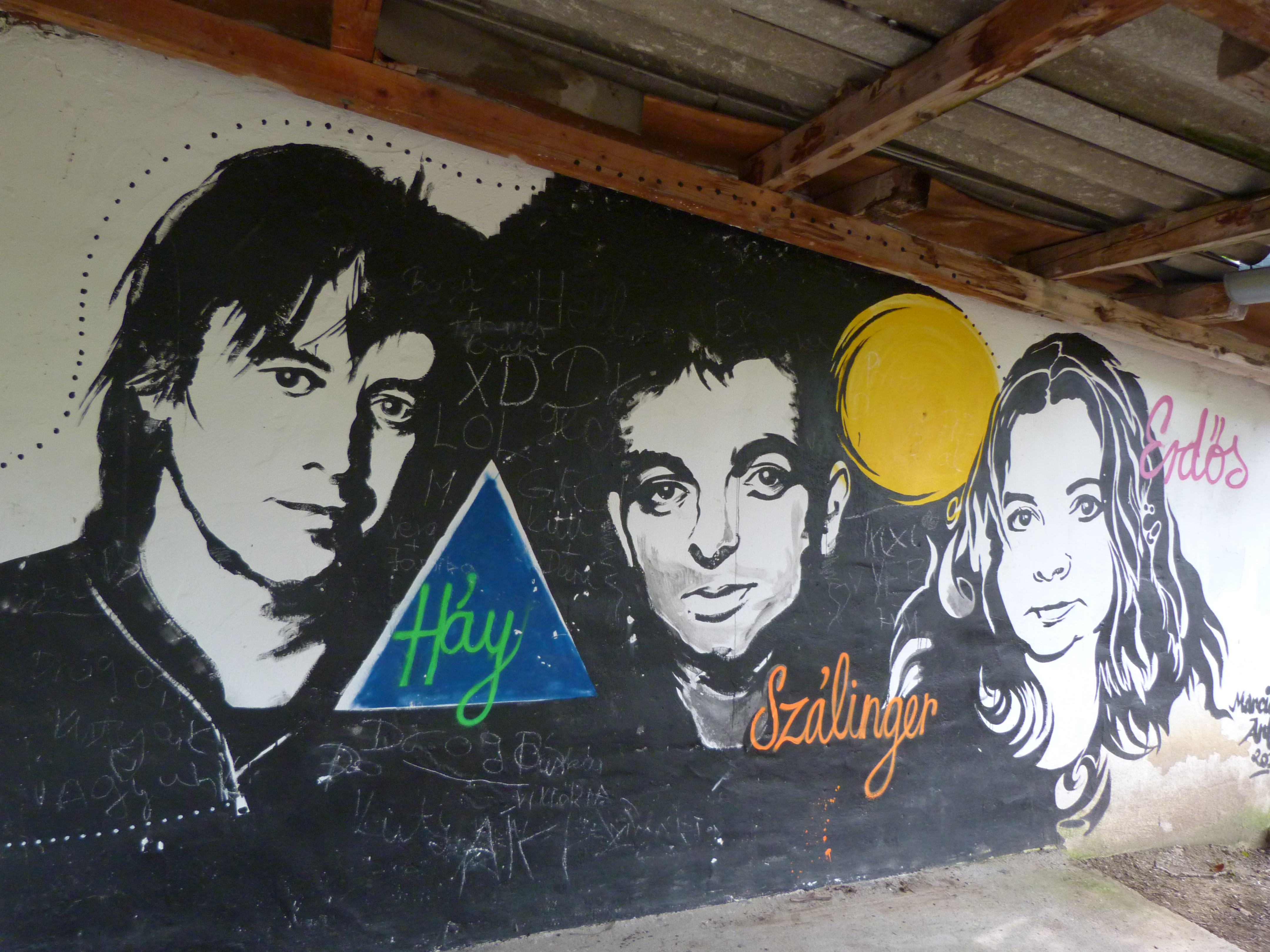
Graffiti az Ördögkatlanban

A Magvető kiadó szerzője.

## Részlet a "Hazudós mese" című versből
Erdős Virág

az egyik leghíresebb magyar író,

de már sajnos meghalt,

vagyis nem halt meg,

csak mindig nagyon későn jár haza.

Erdős Virág

a másik leghíresebb magyar író,

pólókat ír,

szélvédőket,

állítólag ő írta, hogy

„I love Budapest”.

## Kötetei
- Udvarok; fotó Korniss Péter, szöveg Erdős Virág; Városháza, Budapest, 1993 (A mi Budapestünk) ISBN 963837604X
- Belső udvar (JAK-Kijárat, 1998) ISBN 9639136212
- Lenni jó (Magvető, 2000) ISBN 9631422070
- Másmilyen mesék (Magvető, 2003) ISBN 9789631423389
- Eurüdiké (Magvető, 2007) ISBN 9789631425994
- A merénylet (Palatinus, 2008) ISBN 9789632740188
- A Trabantfejű Nő (Palatinus, 2011) ISBN 9789632741321
- Pimpáré és Vakvarjúcska (Móra, 2012) ISBN 9789631191608
- ezt is el (Magvető, 2013) ISBN 9789631430998
- Adjon az Isten (Magvető, 2013) ISBN 9789631431469
- Négyeshatos (Magvető, 2014) ISBN 9789631432015
- Énekelt versek CD (szerzői kiadás, 2015)
- világító testek – 100 kis budapest (Magvető, 2016) ISBN 9789631433937
- Szorzótábla-versikék 100 számra (Manó Könyvek, 2017) ISBN 9789634033691
- Hátrahagyott versek (Magvető, 2017) ISBN 9789631435283
- Ötven plusz (Magvető, 2018) ISBN 9789631437485
- Hősöm (Magvető, 2020) ISBN 9789631440119
- Erdős Virág könnyei (Magvető, 2022) ISBN 9789631441543
- Énekes könyv (Rózsavölgyi és Társa, 2022)
- Eltérő tartalom, 2022–2023 (Magvető, 2024)
- Kalocsa (Magvető, 2025)
- Aligali (régi és új gyerekversek, magánkiadás, 2025)

## Díjai
- Móricz Zsigmond-ösztöndíj (1999)
- Örkény István-ösztöndíj
- NKA-ösztöndíj
- Vilmos-díj (2006)
- Szép Ernő-jutalom (2006)
- József Attila-díj (2010)
- Szabó Magda–Szobotka Tibor-emlékdíj (2013)
- Budapestért-díj (2020)[4]